# Valeseguyidae
Famille
Les Valeseguyidae sont une famille de diptères.

## Liste des genres
Selon BioLib (2 février 2021) :
- † genre Cretoseguya Amorim & Grimaldi, 2006
- genre Valeseguya Colless, 1990

## Publication originale
- (en) Dalton de Souza Amorim et David A. Grimaldi, « Valeseguyidae, a new family of Diptera in the Scatopsoidea, with a new genus in Cretaceous amber from Myanmar », Systematic Entomology, Wiley-Blackwell, vol. 31, no 3,‎ 16 mars 2006, p. 508-516 (ISSN 0307-6970 et 1365-3113, DOI 10.1111/J.1365-3113.2006.00326.X).